# Kyle of Lochalsh
Kyle of Lochalsh (Schots-Gaelisch: Caol Loch Aillse), ook wel kortweg Kyle, is een dorp aan de noordwestkust van Schotland, zo'n 100 km ten westen van Inverness. Het ligt aan het begin van Loch Alsh, tegenover het dorp Kyleakin op het eiland Skye. Een veerdienst verbond lange tijd de twee dorpen, maar sinds 1995 ligt iets ten westen van Kyle of Lochalsh de Skye Bridge die Skye met het vasteland van Schotland verbindt.

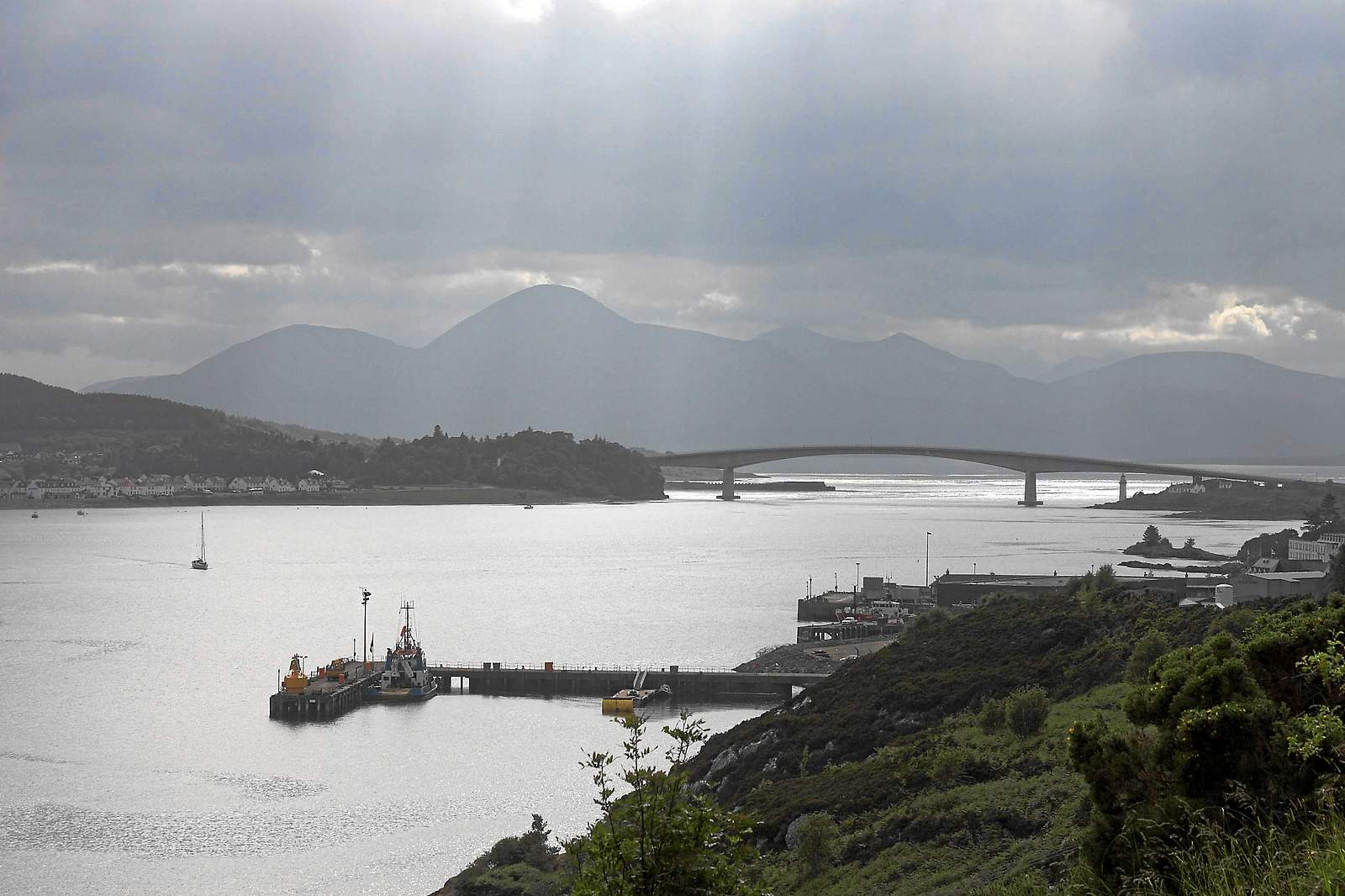
Kyle of Lochalsh, met Skye Bridge op de achtergrond

Het dorp heeft een regiofunctie op het gebied van transport en winkels, en beschikt over een haven en een jachthaven. Economische activiteiten zijn onder meer de landbouw en de zalmteelt.
Station Kyle of Lochalsh is per spoor te bereiken vanuit Inverness. De Kyle of Lochalsh Line werd in 1897 gebouwd ten behoeve van de ontsluiting van het noordwesten van Schotland. De lijn eindigt direct aan het water, waar vroeger de veerboot naar Skye vertrok.
In het dorp is een gemeente van de Free Presbyterian Church of Scotland gevestigd.